# Henderson County (Kentucky)
Henderson County is een county in de Amerikaanse staat Kentucky.
De county heeft een landoppervlakte van 1.140 km² en telt 44.829 inwoners (volkstelling 2000). De hoofdplaats is Henderson.